# Нону, Ма’а
Ма’а Алан Но́ну (англ. Ma'a Allan Nonu, родился 21 мая 1982 в Веллингтоне) — новозеландский регбист, выступающий за клуб «Блюз» и сборную Новой Зеландии на позиции трёхчетвертного. Двукратный чемпион мира 2011 и 2015 годов в составе команды All Blacks.

## Карьера
Ма’а Нону родился в Веллингтоне и учился в колледже Рогонтаи. В 2002 году дебютировал в клубе «Харрикейнз», за который выступал на протяжении 10 лет.
В июне 2003 года Нону дебютировал в составе «All Blacks». Несмотря на то, что в дебютном матче новозеландцы проиграли 15-13 англичанам Ма’а попал в состав сборной на чемпионат мира в Австралии и даже выходил на поле в матчах группового раунда с Канадой, Италией и Тонга. В матче с канадцами Нону впервые в карьере занёс попытку в составе сборной. По итогам первенства он вместе с командой стал бронзовым призёром чемпионата мира.
В середине нулевых Нону несколько раз привлекался в сборную Новой Зеландии по регби-7. В 2007 году Ма’а не был выбран в состав сборной на чемпионат мира, что послужило поводом спекуляций о его возможном переходе в регбилиг, однако данный переход не состоялся, а в 2008 году Нону вернулся в состав сборной.
На домашнем чемпионате мира в 2011 году Нону вошёл в состав сборной. В первом матче против сборной Тонга он занёс последнюю попытку новозеландцев в матче, также на групповом этапе Ма’а заработал попытку в игре с японцами. В полуфинальном матче с австралийцами Нону занёс единственную попытку новозеландцев и помог им победить со счётом 20-6. В финале со сборной Франции Нону провёл на поле все 80 минут, но результативными действиями не отметился. Несмотря на это «All Blacks» победили 8-7 и стали чемпионами мира.
На чемпионате мира в Англии Нону занёс попытку в матче группового этапа против Тонга, который стал для него сотым в составе сборной (он стал шестым игроком «All Blacks», покорившим отметку в 100 матчей за сборную).
Ма’а Нону подписал контракт с французским «Тулоном», согласно которому он переходит в этот клуб сразу после окончания чемпионата мира 2015.